# Rávan (Suðuroy)
Rávan è un rilievo alto 432 metri sul mare situato sull'isola di Suðuroy, appartenente all'arcipelago delle Isole Fær Øer, in Danimarca.